# 卡普利采

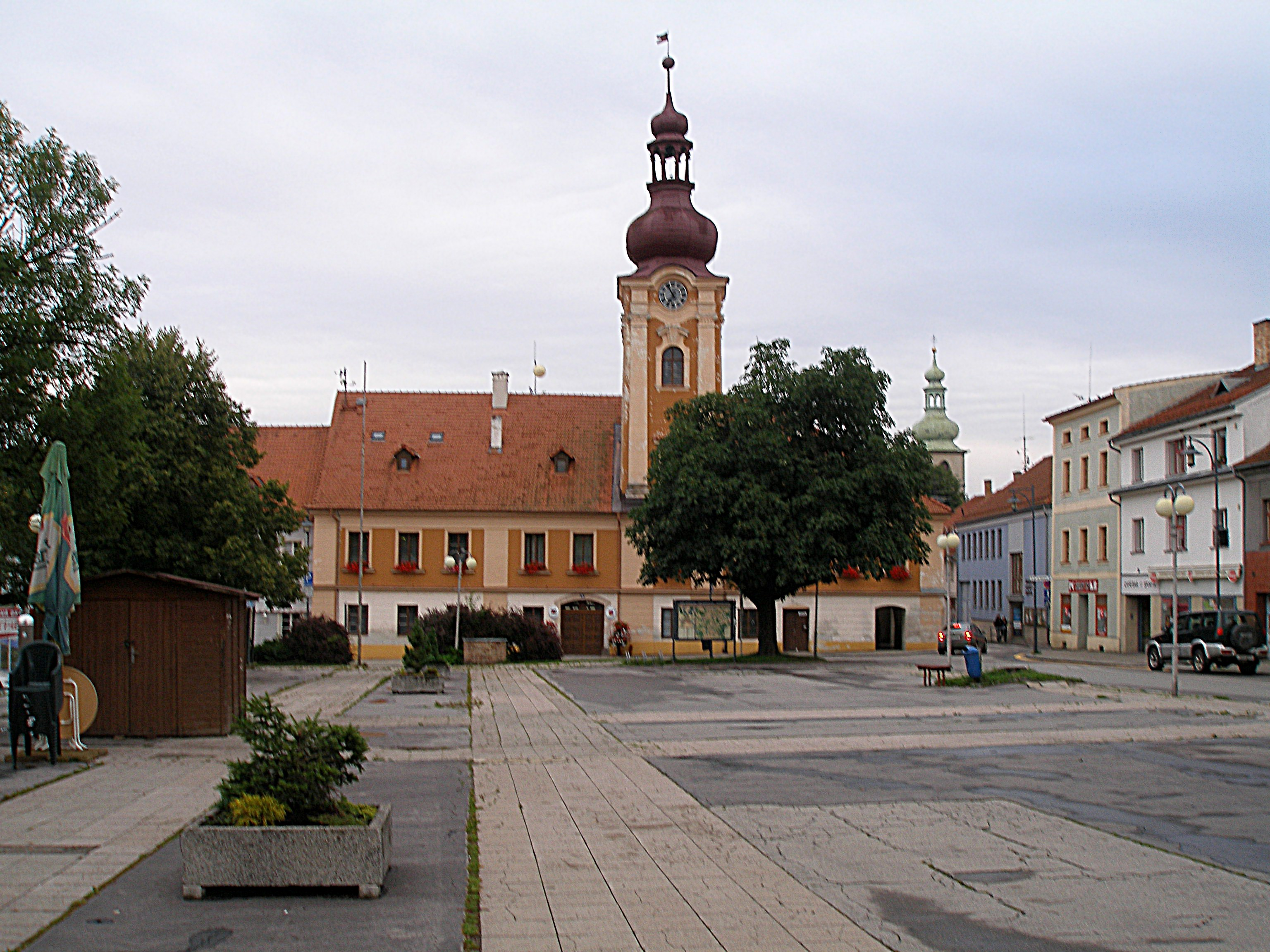

卡普利采是捷克的城鎮，位於該國西南部，距離捷克克魯姆洛夫15公里，由南波希米亞州負責管轄，面積40.87平方公里，海拔高度537米，2011年人口7,362。

## 外部連結
- Municipal website（页面存档备份，存于） （捷克文）
- Photograph of the town（页面存档备份，存于）